# Викторианские социалисты
Викторианские социалисты (англ. Victorian Socialists, VS) — австралийская политическая партия, базирующаяся в штате Виктория.
Заявленные цели партии — «перевести политиков на зарплату рабочего, чтобы они жили, как все мы» и «провести в парламент социалистов, которые будут бороться за то, чтобы рабочие стали богаче, а миллиардеры — беднее».

## История
О создании партии «Викторианские социалисты» было публично объявлено 5 февраля 2018 года. Она была официально зарегистрирована Избирательной комиссией Виктории 6 июня 2018 года. Партия начиналась как сотрудничество между Социалистической альтернативой и Социалистическим альянсом. Однако Социалистический альянс вышел из группировки в мае 2020 года, сославшись на разногласия с Социалистической альтернативой.
В августе 2018 года партия объявила, что выдвинет кандидатов на выборах штата Виктория 2018 года в каждом законодательном совете и нескольких округах Законодательного собрания. В число кандидатов вошли бывший секретарь Профессионального зала Джилонга Тим Гуден от региона Западная Виктория и местные советники Стивен Джолли и Сью Болтон от региона Северный Метрополитен.
Предвыборная кампания 2018 года получила поддержку нескольких профсоюзов, включая Профсоюз электротехников Австралии, Ассоциацию медицинских работников Виктории, Объединенный профсоюз пожарных Австралии, Профсоюз работников строительства, лесного хозяйства и морского транспорта (подразделение Морской союз Австралии), Австралазийский профсоюз работников мясной промышленности и Национальный профсоюз рабочих. Она также получила поддержку нескольких местных иммигрантских диаспор и общественных организаций. Одобрение было получено от нескольких видных левых личностей, таких как Тарик Али, Ноам Хомский, Гэри Фоли, Том Баллард, Коррин Грант и Хелен Рэйзер. Партия получила 4,2% голосов в регионе Северный Метрополитен, а также 7,2% голосов за место в нижней палате Бродмедоус, среди четырех кандидатов.
На федеральных выборах 2019 года партия выдвинула кандидатов в избирательных округах Калвелл, Уиллс и Купер. Партия была зарегистрирована на федеральном уровне в Австралийской избирательной комиссии 7 апреля 2019 года. Партия получила 4,6% голосов в Калвелле, 4,5% в Уиллсе и 4,2% в Купере.
В сентябре 2019 года после обвинений в домашнем насилии Джолли был отстранен от VS на время расследования, что привело к его выходу из партии.
На выборах в местные органы власти Виктории 2020 года партия выдвинула кандидатов в округа Даребин, Хьюм, Мэрибернонг, Мельбурн и Морленд, а также кандидатуру лорда и заместителя лорда-мэра Мельбурна. Член партии Хорхе Хоркера стал первым кандидатом от Викторианских социалистов, избранным на должность, получив место в городском совете Мэрибирнонга.
Викторианские социалисты выдвинули кандидатов в Палату представителей и Сенат на федеральных выборах 2022 года, а затем начали кампанию за место на выборах в органы государственной власти Виктории в 2022 году.
Члены партии участвуют в активистских кампаниях по ряду прогрессивных дел. В июле 2022 года помощник секретаря VS и кандидат на выборах штата 2022 года Лиз Уолш была организатором крупных демонстраций в Мельбурне, протестуя против отмены права на аборт Верховным судом США, а также призывая к расширению доступа к абортам и увеличению финансирования здравоохранения в Австралии.
VS выдвинула кандидатов на западе и севере Мельбурна на выборах штата Виктория 2022 года, как сообщается, мобилизовав более 1000 волонтеров для своей кампании и постучавшись в более чем 180 000 дверей. Партия увеличила количество голосов с 2018 года, ее лучшим результатом стал результат в 9,3% в округе Футскрей.

## Политические позиции
Викторианские социалисты поддерживают платформу, которая включает отмену исторической приватизации отраслей промышленности, а также мощную поддержку профсоюзов. Партия предлагает создать государственную электросеть, а также увеличить финансирование транспорта, систем здравоохранения и государственного образования, одновременно лишая государственные средства частные школы, у которых ресурсов больше, чем необходимо для соответствия Стандарту школьных ресурсов. Чтобы оплатить эту политику, Викторианские социалисты поддерживают введение налога на богатство, налога на элитную недвижимость (определяемую как 25 000 самых дорогих мест проживания в Виктории), ликвидацию возможности предприятий и организаций получать льготы по земельному налогу и введение или увеличение множества других налогов для крупных корпораций.
Партия поддерживает права трансгендеров, права аборигенов на землю и договор с австралийскими аборигенами, а также поддержку просителей убежища. Викторианские социалисты также поддерживают введение экономики с нулевым уровнем выбросов углерода к 2035 году. Кроме того, партия стремится установить предельную заработную плату членов парламента на уровне 87 000 австралийских долларов в год, что эквивалентно зарплате медсестры, проработавшей шесть лет.

## Результаты выборов

### Федеральный
| Выборы  | Голоса | Виктория | Виктория | Австралия | Австралия | +/- |
| Выборы  | Голоса | %        | Сиденья  | %         | Сиденья   | +/- |
| ------- | ------ | -------- | -------- | --------- | --------- | --- |
| 2019 г. | 12 454 | 0,34     | 0 из 38  | 0,09      | 0 из 150  | ▬ 0 |

### Виктория
| Законодательное собрание Виктории |                               |                        |                     |     |
| Год выборов                       | # из общее количество голосов | % от общее голосование | # из места выиграны | +/- |
| 2018                              | 15,442                        | 0,44 (# 9)             | 0 из 88             | ▬ 0 |
| Законодательный совет Виктории    |                               |                        |                     |     |
| Год выборов                       | # из общее количество голосов | % от общее голосование | # из места выиграны | +/- |
| 2018                              | 32 603                        | 0,91 (№ 12)            | 0 из 40             | ▬ 0 |

## Известные члены
- Ван Тхан Радд — художник
- Джефф Спарроу — публицист и редактор